# 镓宾
镓宾是一类电中性及一价镓的化合物，它们是稳定卡宾或末端硼宾的类似物。常见的配体有β-二亚胺、Pincer配体及过渡金属配体。
β-二亚胺镓宾的合成与反应如下：
镓宾可以与异氰酸酯发生[1+2]环加成反应，裂解C=O和C=N键。